# 有井站
有井站（日语：／ Arii eki */?）是位於三重縣熊野市有馬町，東海旅客鐵道（JR東海）的紀勢本線車站。車站名稱由於此站附近的有馬和井戶兩地方名合成為有井。

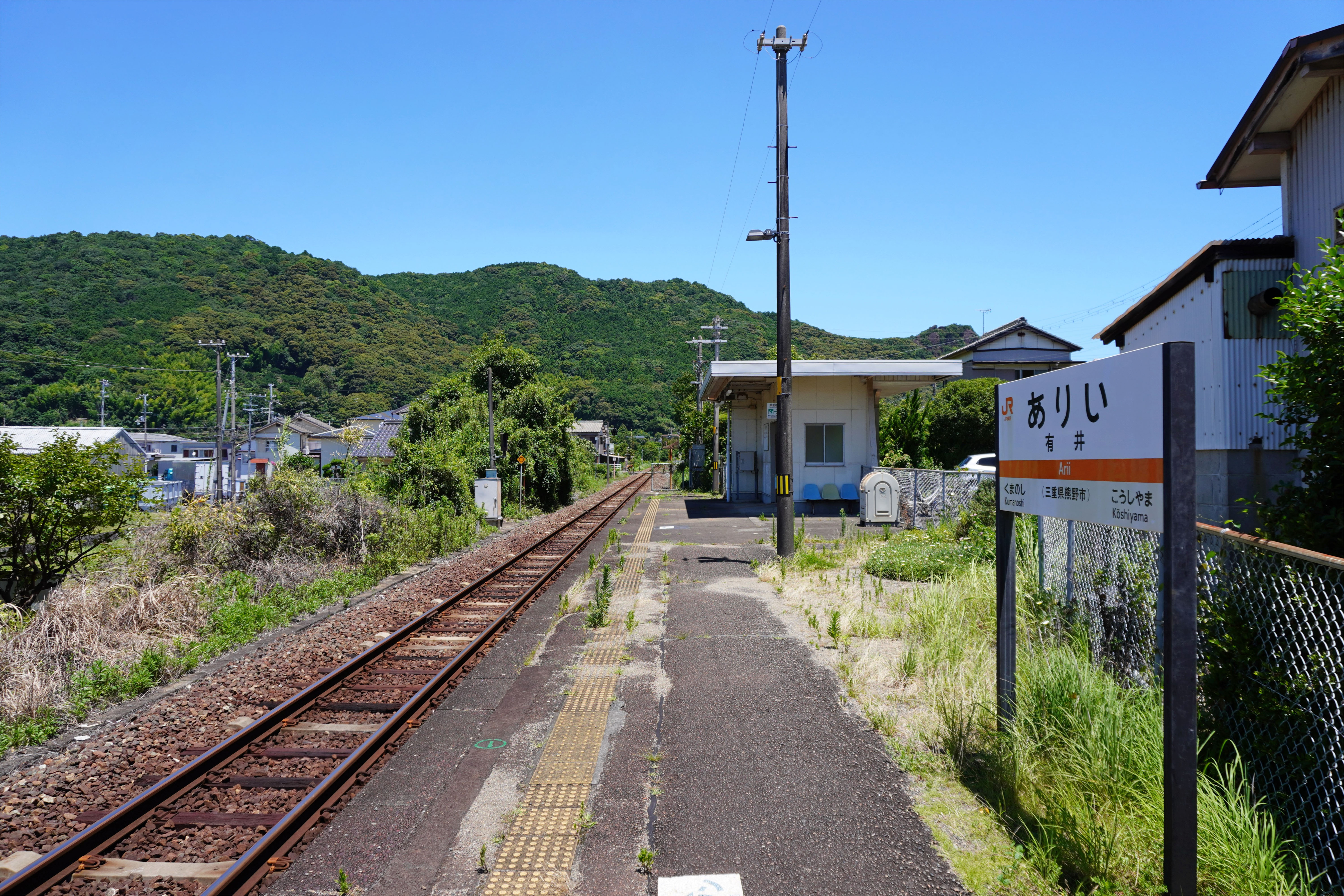
月台(2023年7月)

## 歷史
- 1940年（昭和15年）8月8日：國鐵紀勢西線新宮站至熊野市站之間開通，此站啟用[1]。
- 1959年（昭和34年）7月15日：三木里站至新鹿站之間開通，同時路線改名為紀勢本線[1]。
- 1983年（昭和58年）12月21日：成為無人車站[2]。
- 1987年（昭和62年）4月1日：伴隨國鐵分割民營化，車站由東海旅客鐵道（JR東海）營運[1]。

## 車站構造
車站設有1面1線的單式月台，為地面車站。在月台上設有接近警報機。在開業當初的車站大樓已經拆毀，現時設有梯形的簡單車站大樓。由熊野市站管理的無人車站，沒有自動售票機和乘車站證明票發行機。

## 使用狀況
此站曾經為近畿大學工業高等専門學校最近的車站，自從在2011年4月移動至名張市後，在當年起乘客大幅減少。
根據「三重縣統計書」，以下列出近年1日平均乘車人次。
| 年度   | 一日平均 乘車人次 |
| ------ | ----------------- |
| 1998年 | 227               |
| 1999年 | 210               |
| 2000年 | 188               |
| 2001年 | 199               |
| 2002年 | 212               |
| 2003年 | 243               |
| 2004年 | 255               |
| 2005年 | 253               |
| 2006年 | 245               |
| 2007年 | 226               |
| 2008年 | 198               |
| 2009年 | 183               |
| 2010年 | 170               |
| 2011年 | 65                |
| 2012年 | 67                |
| 2013年 | 69                |
| 2014年 | 64                |
| 2015年 | 57                |
| 2016年 | 59                |
| 2017年 | 53                |

## 車站周邊
此站位於有馬町，與位於熊野市站的木本町相隔一座山，與木本的市區分開兩邊。但是在另一邊新宮方向，沿海岸線都設有住宅。紀勢本線路線與國道42號並行，在那國道設有三重交通巴士行走，每30分鐘一班。巴士路線雖然在費用和需時方面較差，但伊勢本線比較方便。在此站西北方1公里設有近畿大學工業高等専門學校，在2011年4月遷移至名張市。
當站步行5分鐘便到達海邊。在鄰近鵜殿一方的海岸名為七里御濱，那處設有自然海岸和御濱石。紀勢本線路線在內陸行走，因此不能在車窗看到海邊。
- 熊野市立有馬小學（日语：熊野市立有馬小学校）
- 熊野市立有馬中學（日语：熊野市立有馬中学校）
- 熊野有馬郵局
- 熊野警署（日语：熊野警察署）有馬駐在所
- 花窟神社（日语：花窟神社）
- 綱茶屋
- 產田神社（日语：産田神社）
- 熊野市歴史民俗資料館
- 有馬幼稚園
- 國道42號

## 相鄰車站
東海旅客鐵道（JR東海）
紀勢本線
熊野市－有井－神志山

## 注腳
1. 1 2 3 4  曾根悟（監修）. 朝日新聞出版分冊百科編集部（編集） , 编. . 朝日百科週刊. 25號 紀勢本線、參宮線、名松線. 朝日新聞出版. 2010-01-10: 19–21.
2. ↑  「天王寺鉄管局、紀勢線と参宮線の駅業務を大幅削減へ」日本經濟新聞1983年6月29日，地方經濟中部7頁

## 外部連結
- 國土地理院地國參閲服務 （页面存档备份，存于） - 有井站周邊1/25000地勢圖 （页面存档备份，存于）